# Melonious Quartet
Melonious Quartet é um quarteto francês de bandolins.

## História
O quarteto foi idealizado por Patrick Vaillant e Thomas Bienabe. Mais tarde, juntaram-se a eles os músicos Jean-Louis Ruf e Pascal Giordan.
A partir daí o grupo entrou num mundo de experiências musicais que iam do jazz ao canto, do rock à música da rua.
Mostrando o lado eclético do grupo, seu repertório conta com composições de Darius Milhaud, Frank Zappa e até mesmo do brasileiro Pixinguinha.

## Formação
- Patrick Vaillant (bandolim)
- Thomas Bienabe (bandolim)
- Pascal Giordano (bandolim alto)
- Jean-Louis Ruf (bandoloncelo)

## Discografia
- Au Sud De La Mandoline (1998)
- En Forme De Poire (2004)